# Volker Unglaub
Volker Unglaub (geb. 12. Dezember 1955 in Ludwigshafen am Rhein-Oggersheim) ist ein deutscher Fernschachspieler. Im Alter von 17 Jahren erlernte Unglaub das Schachspiel, seit 1985 spielt er hauptsächlich Fernschach. Bei BoD brachte er etliche Schachbücher heraus, zum Beispiel: Die Schachweltmeister und ihre Gegner, Band 1 bis 9; die Russischen Verteidigung und die Keres-Verteidigung bzw. die Baltische Verteidigung.
Im Jahr 1994 erhielt er im Fernschach den Titel Internationaler Meister, die Normen hierfür erzielte er bei Zwischenergebnissen von Turnieren, die 1995 und 1997 beendet wurden. Seine erste Elo-Zahl im Fernschach von 2490 war auch gleichzeitig seine höchste Elo-Zahl.
Er ist Mitglied des Vereines SK 1907 Kulmbach, davor spielte er für den TSV Bindlach-Aktionär.

## Belege
1. ↑  Lebenslauf auf LovelyBooks
2. ↑  Normen Volker Unglaubs

| Personendaten    | Personendaten                    |
| ---------------- | -------------------------------- |
| NAME             | Unglaub, Volker                  |
| KURZBESCHREIBUNG | deutscher Fernschachspieler      |
| GEBURTSDATUM     | 12. Dezember 1955                |
| GEBURTSORT       | Ludwigshafen am Rhein-Oggersheim |